# Der letzte Sommer (1954)
Der letzte Sommer ist ein deutscher  Spielfilm  von Harald Braun  aus dem Jahr 1954 nach Motiven der gleichnamigen Novelle von Ricarda Huch aus dem Jahr 1910.

## Handlung
Tolemainen, der Staatspräsident eines Landes im hohen Norden Europas, will sich in den letzten Tagen vor den Neuwahlen in seinem Landhaus im Hochwald noch etwas erholen. In unmittelbarer Nähe dieses Landhauses befinden sich mehrere gewaltige Erzgruben, deren Arbeiter in einem großen Barackenlager wohnen. Dorthin fährt Rikola, ein bekennendes Mitglied einer Gruppe von Gegnern des Präsidenten, und trifft seinen Gesinnungsfreund Gawan, der in der Grube als Arbeiter beschäftigt ist. Da sie Tolemainen für einen Feind des Volkes halten, beschließen sie, ohne ihre Gruppe einzuweihen, diesen ohne Aufschub zu beseitigen. Umgehend wird der Anschlag vorbereitet. An der über einen Wildbach führenden Brücke schneiden sie einen tragenden Balken an. Unmittelbar darauf sehen sie schon die Staubwolken der nahenden Fahrzeuge.
Bevor Rikola das verabredete Zeichen an Gawan geben kann, sieht er ein junges Mädchen mit einem Fahrrad auf die Brücke zufahren. Schnell springt er an den Brückenrand und versucht das Mädchen durch lautes Rufen aufzuhalten. Was ihm auch gelingt, denn sie hält an; gleichzeitig bleibt auf der anderen Brückenseite die Wagenkolonne stehen. Plötzlich rennt Gawan, der glaubt entdeckt zu werden, aus seinem Versteck über die schwankende Brücke, um zu fliehen. Unmittelbar danach stürzt die Brücke in sich zusammen. Dass es sich um einen Attentat handelt und der Fliehende nur der Täter sein kann, ist sofort allen klar. Gawan findet Unterkunft auf einer Vogelschutzinsel und wird von seiner Schwester Anja versorgt.
Rikola aber gilt als Retter. Als auch ein Verhör ihm keine Mitschuld nachweisen kann, wird er vom Präsidenten auf sein Landhaus eingeladen. Hier lernt er dessen Frau und die Töchter Katja und Jessika kennen. In Jessika erkennt er das Mädchen von der Brücke wieder; er verliebt sich umgehend, was sie erwidert. Unterdessen geht in Rikola eine unerwartete Wandlung vor, mit der er nicht gerechnet hat. Durch das Vertrauen, das ihm von allen Seiten entgegengebracht wird, und die Liebe zu Jessika, kann er den Präsidenten einfach nicht mehr umbringen. Er kann aber auch nicht mehr länger in dessen Haus als Gast sein. Deshalb verlässt er Jessika und Tolemainen, aber als ein anderer Mensch; nicht als Verzweifelter, als der er gekommen ist, sondern als ein Mann voller Menschlichkeit und Güte. Gawan indes wird bei einer Entenjagd auf seiner Insel von Jagdhunden entdeckt und von der Militärwache erschossen.

## Produktion
Der letzte Sommer entstand im Atelier der Bavaria-Film in München-Geiselgasteig. Die Außenaufnahmen wurden in Deutschland (Osterseen), Österreich (Kaprun), „Hintersee“, „Kaltenbrunn“ und Norwegen gedreht. Robert Herlth und Kurt Herlth schufen die Filmbauten, Georg Richter und Hermann Höhn waren Produktionsleiter. Der Film erlebte seine Uraufführung am 29. Oktober 1954 im Düsseldorfer Burgtheater.

## Kritik
Das Lexikon des internationalen Films bezeichnet das Drama als einen redlichen Film, der jedoch dramaturgische und stilistische Mängel aufweise; psychologische Banalitäten und Sentimentalität beeinträchtigten die Klarheit der Aussage. Karolina Zebrowski schrieb in  Filmreporter.de, dass die Bemühungen von Liselotte Pulver, auch in einer ernsten Charakterrolle aufzufallen, nur mäßig erfolgreich waren. Für ihre Rolle in „Der letzte Sommer“ erhielt sie zwar 1956 den Prix Femina, aber dieser Film wurde für sie nicht zu einem Aushängeschild.

## Auszeichnungen
Die FBL verlieh dem Film das Prädikat wertvoll. Von der Evangelischen Filmgilde wurde er als „bester Film des Monats“ (November 1954) empfohlen.